# ام‌اس ماریلا
ام‌اس ماریلا (به انگلیسی: MS Mariella) یک کشتی است که طول آن ۱۷۵٫۷۰ متر (۵۷۶ فوت ۵ اینچ) می‌باشد. این کشتی در سال ۱۹۸۴ ساخته شد.